# Виноробство в Росії
Виноробство в Росії — виробництво вина в Російській Федерації.
За даними Всесвітньої організації вина і виноробства (OIV) — в 2007 році російські винороби виробили 7280 тис. гектолітрів винної продукції, зайнявши 11-е місце в списку країн за виробництвом вина.

## Історія

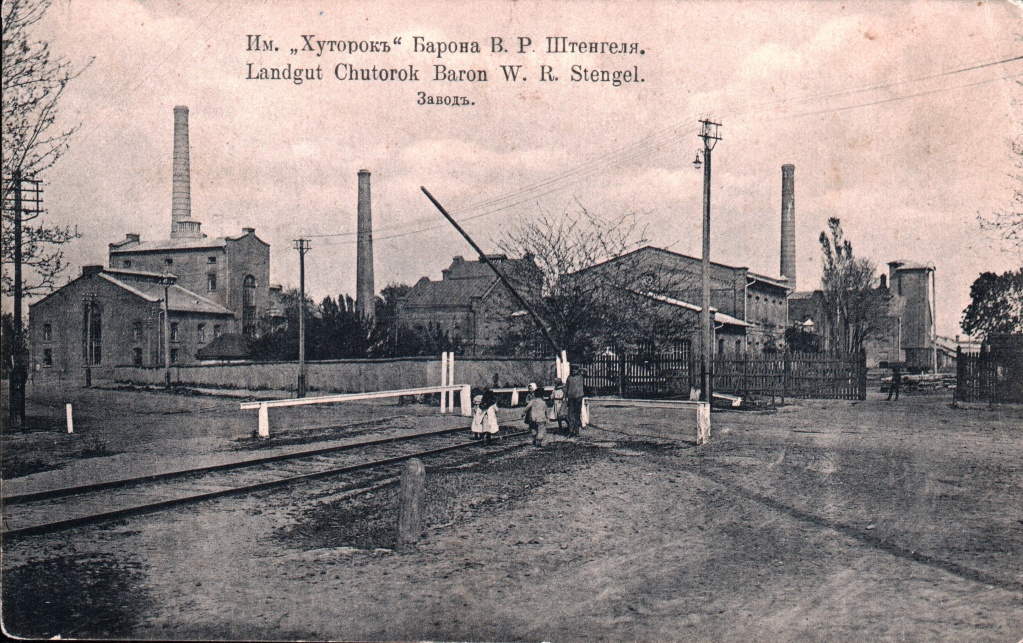
винзавод "Хуторок", Кубань, 1910

У деяких регіонах РФ (Дагестан, пониззя Дону) історія обробітку винограду може налічувати століття.
У 1613 році в Астрахані при монастирі за наказом царя Михайла Федоровича був створений «сад для двору государева». У 1640 році через герцогства Шлезвіг-Гольштинського туди був виписаний садівник Яків Ботман. У 1656—1657 рр. з Астрахані до двору були відправлені перші партії вина.
Промислове виноградарство і виноробство на Дону почалося завдяки Петру I, за наказом якого після взяття Азова козаками були висаджені виноградники біля станиці Раздорської. Наприкінці XIX століття в Російській імперії щорічне виробництво вина (у відрах) і площа виноградників (в десятинах) становила:
- Район Бессарабський — 65 935 / 12 100 000
- Донський — 2440 / 375 000
- Астрахансько-Уральський — 420 /10 000
- Кавказький — 91 796 / 13 415 000
- Туркестанський — 13 292 / 30 000

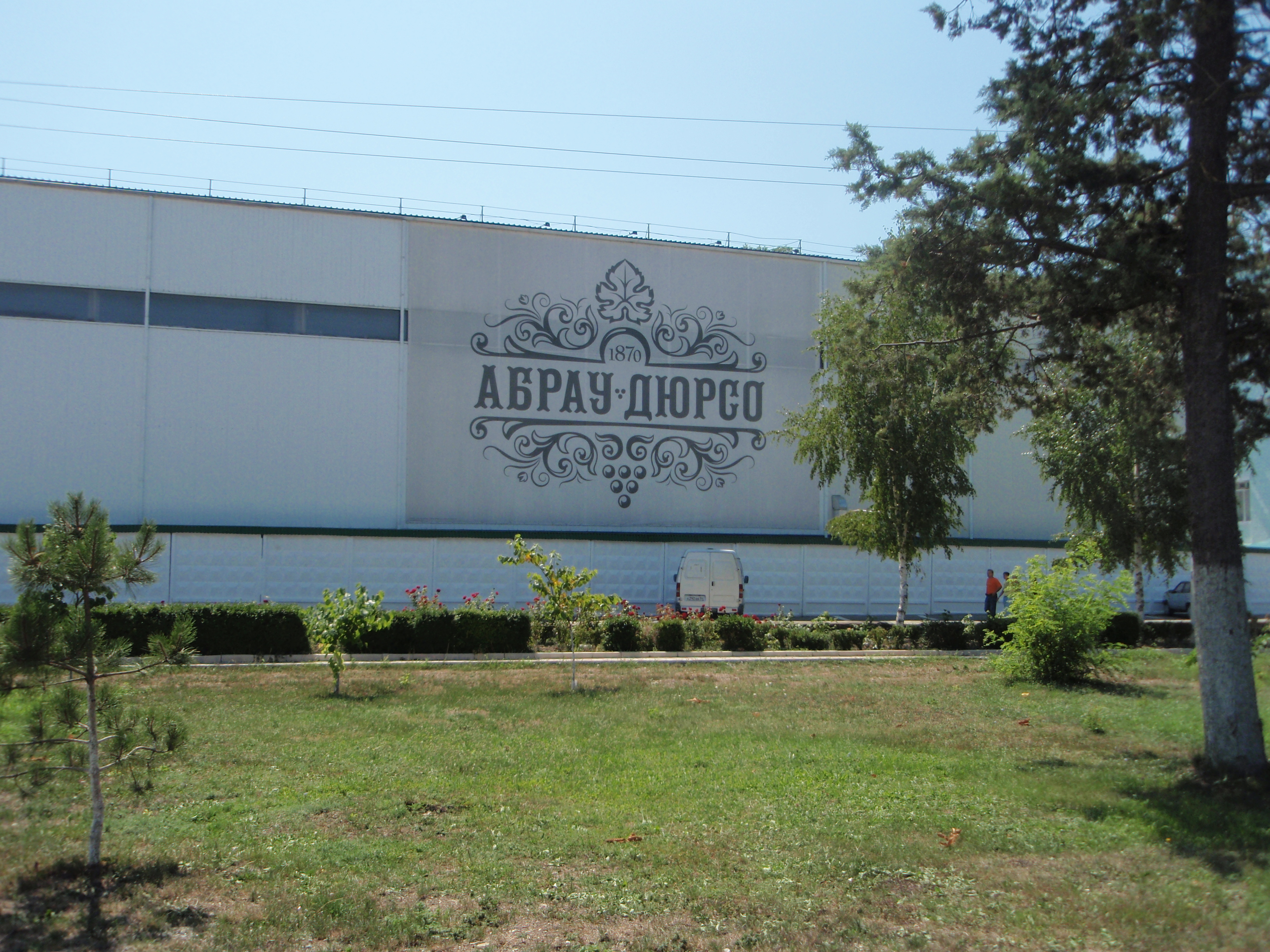
Винний завод «Абрау-Дюрсо»

Всього в Російській імперії за рік вироблялося вина в об'ємі 181 017 ведір (2 226 509 літрів) з 27 290 450 десятин (29 746 590 гектарів). Щорічно в світі на той момент в середньому отримували близько 119 млн гектолітрів, або близько 968 млн ведір виноградного вина на рік. На території сучасної РФ розташовуються Донський, Астрахансько-Уральський і частково Кавказький виноробні райони Російської імперії.
За радянських часів на території РРФСР створювалися великі виноградарські радгоспи, підприємства і винзаводи. У 1928 році була розроблена відома марка «Совєтскоє шампанскоє», і запущена у виробництво на заводі Абрау-Дюрсо, а в 1936 році — по всьому Союзу.
Значної шкоди радянському виноробству завдало прийняття постанови від 25 травня 1985 «Про боротьбу з пияцтвом і алкоголізмом». Саме в цей період відбувається знищення безлічі виноградників та перепрофілювання виноробних підприємств в сокоекстрактні заводи.
Після розпаду СРСР площа виноградників продовжила знижуватися, а більшість заводів перейшло на імпортну сировину. Так, за даними ООН, площа виноградників зменшилася з 107 тис. га в 1992 році до 55 тис. га в 2007 р.. На текущий момент в российской рознице 70-80% бутилированных вин изготовлены из импортных виноматериалов На тепер в російському роздробі 70-80 % бутильованих вин виготовлені з імпортних виноматеріалів.
Вино — один з небагатьох сільськогосподарських продуктів, що не потрапили під заборону на імпорт після введення т.з. контрсанкцій 2014 року.
З 2020 року  вино подорожчало майже в два рази, через підвищення акцизних зборів.
Закон про виноградарство та виноробство в РФ набув чинності 26 червня 2020 року; в документі закріплені 80 основних понять для сфери виноградарства і виноробства, серед них «вино», «кріплене вино», «ігристе вино», «виноградне насадження» та ін. Також законопроєкт визначає, що продукція, що позначається як «вино Росії», повинна бути вироблена виключно з винограду, вирощеного на території країни.

## Виноробні регіони Росії

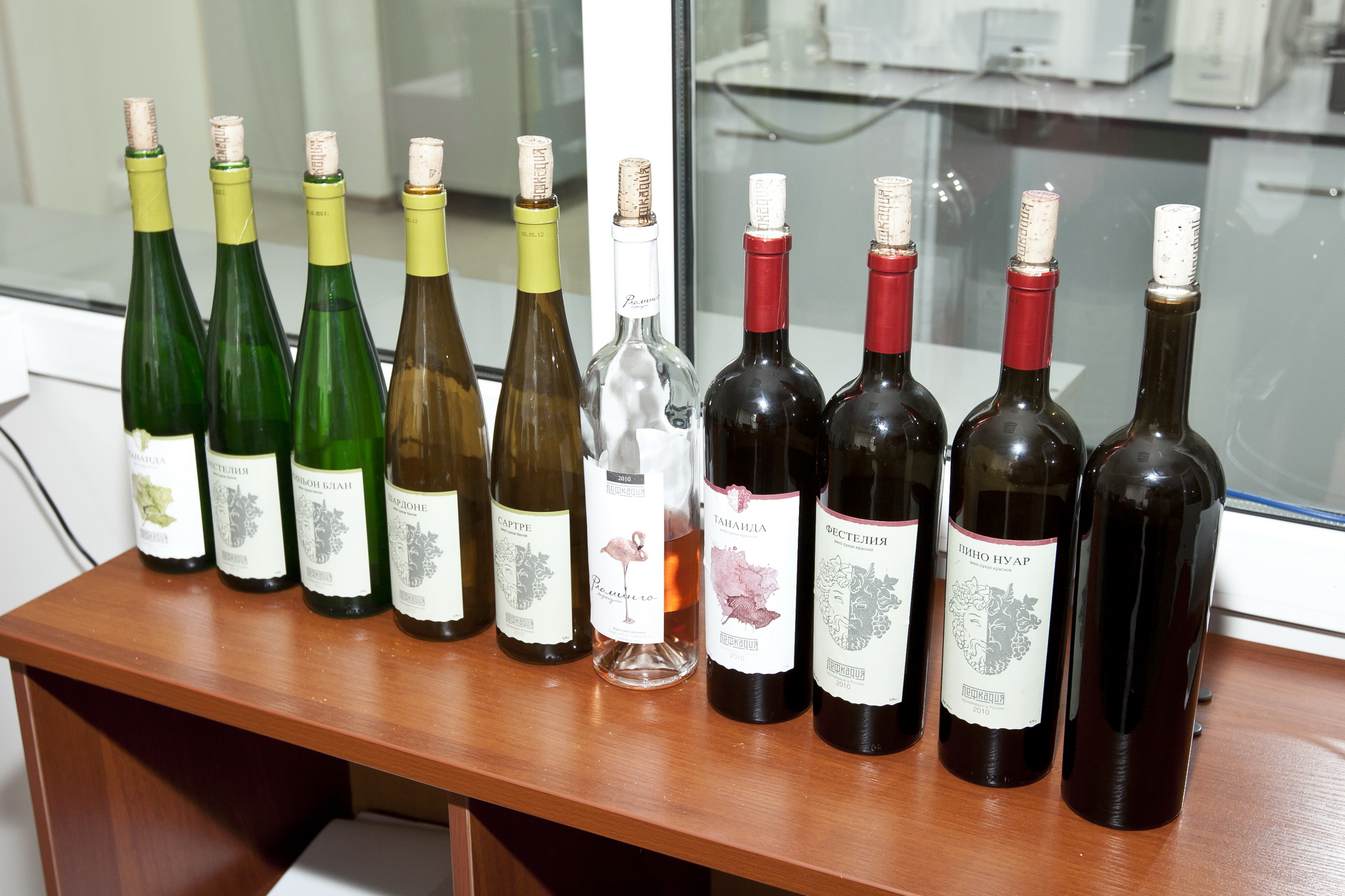
Вина «Лефкадії»

В РФ вирощують виноград в регіонах де мешкають етнічні українці — Краснодарському і Ставропольському краях, Ростовській області (на Донщині); на Північному Кавказі — Чечні, Дагестані, Інгушетії, Кабардино-Балкарії, Карачаєво-Черкесії, Адигеї і Північної Осетії; в Астраханській, Волгоградській та Саратовській областях. У менш помітних кількостях його вирощують в середній смузі до Башкирії включно і в південних районах на Далекому Сході. Промислове виноградарство найбільше розвинене на Північному Кавказі, в Ростовській області і Краснодарському краї.
Основні регіони вирощування винограду: 

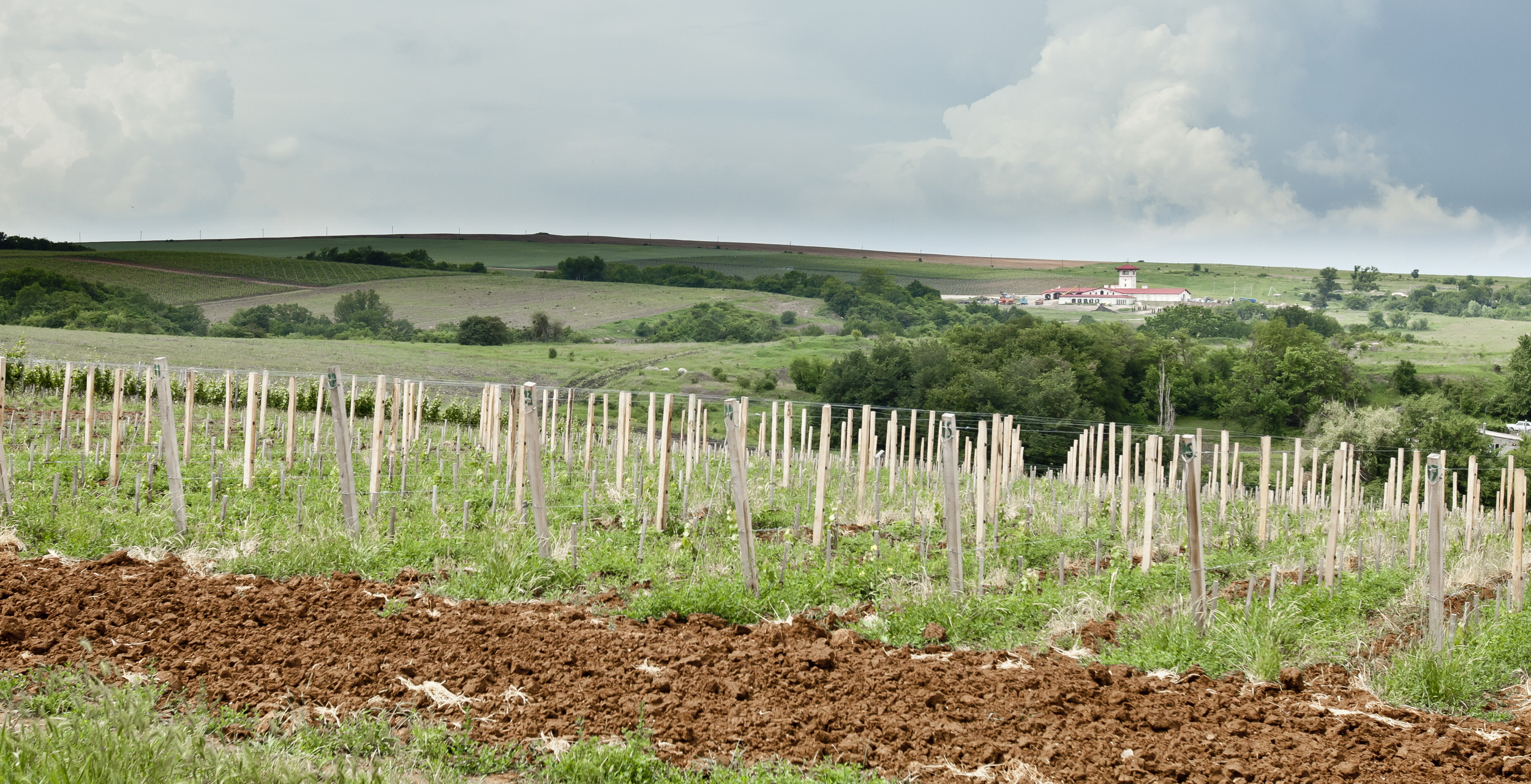
виноградники "Лефкадії"

- Краснодарський край. У Краснодарському краї можна виділити кілька основних підзон виноробства: Приазовську, Таманську, Причорноморську, Північно-Кавказьку і Центральну. Найбільші в Росії площі виноградників — 60 % загальних посадок в РФ. Найбільшими виробниками регіону є компанії (в алфавітному порядку): «Абрау-Дюрсо»[ru], «Запорізький», «Кавказ», «Кримський винний завод», «Кубань-вино», «Лефкадія»[ru], «Мільстрім», «Мисхако», «Російська лоза», «Фанагорія».
- Ростовська область (Донщина). Зона ризикованого, укривного виноградарства. Найбільші виробники: «Міллеровський винзавод», «Ростовський комбінат шампанських вин», «Цимлянські вина», «Янтарне», «Вілла Зірка».
- Ставропольський край. Тут зосереджені 13 % площ виноградників, що дають близько 15 % валового збору винограду РФ. Найбільші виробники: «Левокумське», «Машук», «Прасковейське», «Ставропольський», «Перлина Ставропілля». За даними на початок 2010 року, «Прасковейське» відмовилося від виробництва власних виноградних вин, вивівши їх виробництво до Болгарії. «Винзавод Георгіївський» виробляє тільки безалкогольні напої та питну воду[10].
- Дагестан. У радянські часи один з найбільших регіонів виробництва винограду і виноградних вин. Натепер площі виноградників сильно скоротилися, обсяги збору ягоди за підсумками 2018 року склали трохи більше 171 тонн. Найбільші виробники: «Дербентський завод ігристих вин», «Кизлярський коньячний завод».

## Автохтонні сорти винного (технічного) винограду Росії
Росіяни вважають, що в них є велика кількість автохтонних («аборигенних», або «місцевих») сортів винограду. Найвідоміші з них: 

Кавказ і Краснодарський край (Кубань):
- Бастардо Магарачський[ru]
- Достойний (Гідний)
- Красностоп Золотовський (також «Красностоп»)
- Кристал
- Платовський
- Сибирьковий
- Цимлянський чорний[ru]

## Відомі вина Росії
- Совєтскоє шампанскоє (Радянське шампанське)